# Alfred Edward Chalon
Alfred Edward Chalon (Genf, 1780. február 15. – Kensington, 1860. október 3.)  svájci portréfestő.

## Életpálya

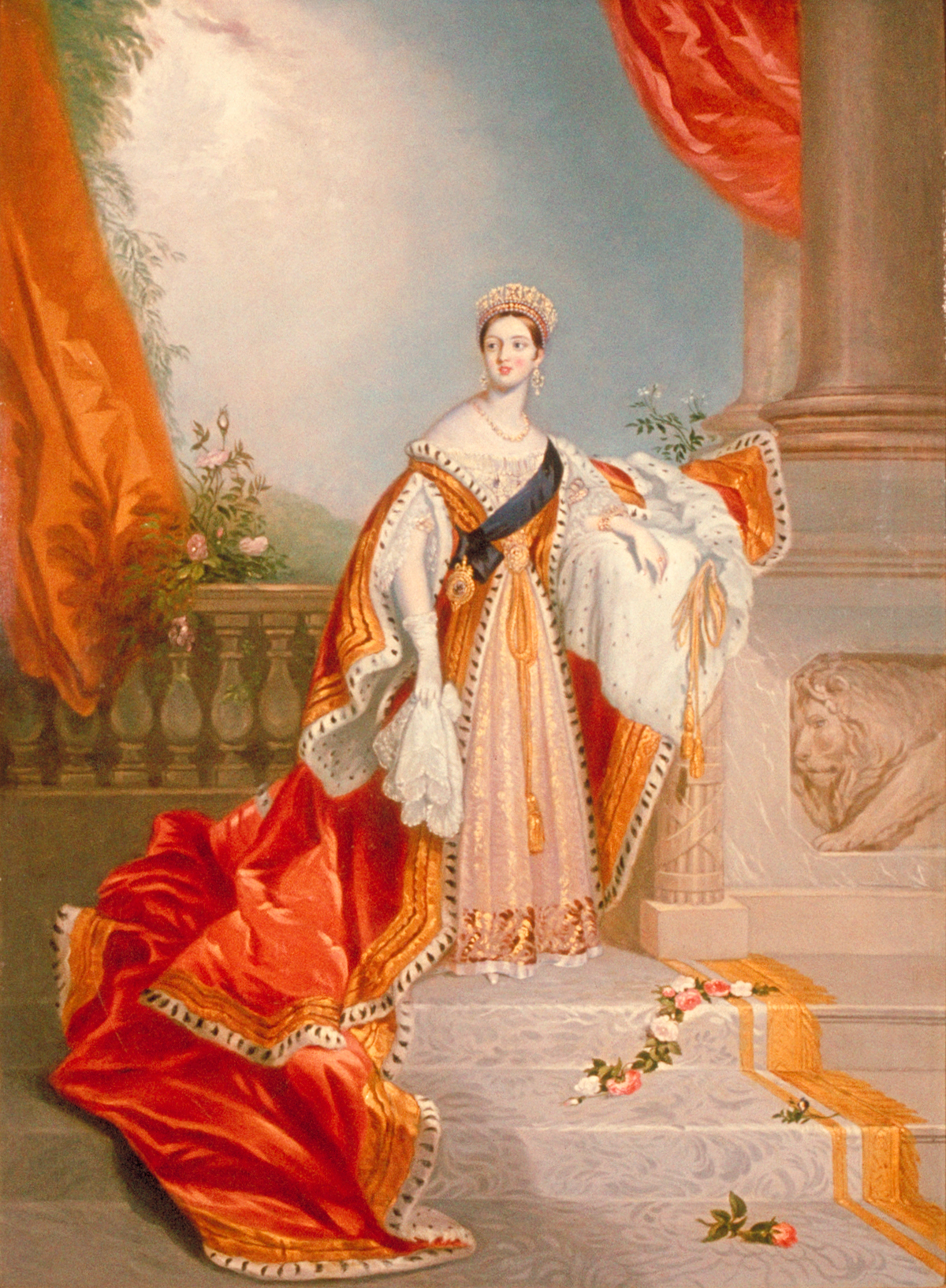
Viktória királynő 1837-ben

Angliába költöztek, amikor apja a sandhursti Királyi Katonai Akadémia tanára lett. Alfred, John James bátyjával együtt a kereskedelmi pálya helyett a képzőművészeti tanulmányokat választotta. 1797-ben a Királyi Művészeti Akadémián kezdett tanulni.  1808-ban csatlakozott az Akvarell festők társaságához (Associated Artists in Water Colours). 1810-ben első alkalommal állította ki képeit a Királyi Művészeti Akadémián, 1816-ban teljes jogú tagja lett az akadémiának.
Rendkívül tehetségesnek bizonyult miniatűr akvarell portrék festésében, elegáns stílusát az előkelő hölgyek nagyra értékelték. Viktória királynő is felfigyelt Chalonra. Megbízta, hogy fesse meg a Lordok Házában tett első látogatását, ahol beszédet mondott 1837. július 17-én. A képet emlékül és ajándéknak szánta édesanyjának, a Kenti hercegnőnek. A festmény elnyerte a királynő tetszését, és Chalont királyi akvarell portréfestőnek nevezte ki. A királynő arcképe bélyegeken is megjelent, legelőször Kanadában, 1851. június 14-én, később a Bahama-szigetek, Grenada, Új-Brunswick, Új-Zéland, Új-Skócia, Prince Edward-sziget, Queensland és Tasmania is forgalomba hozták a királynőt ábrázoló bélyegeket.

## Galéria

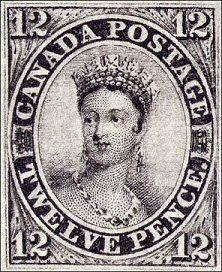
Kanadai bélyeg (1851)
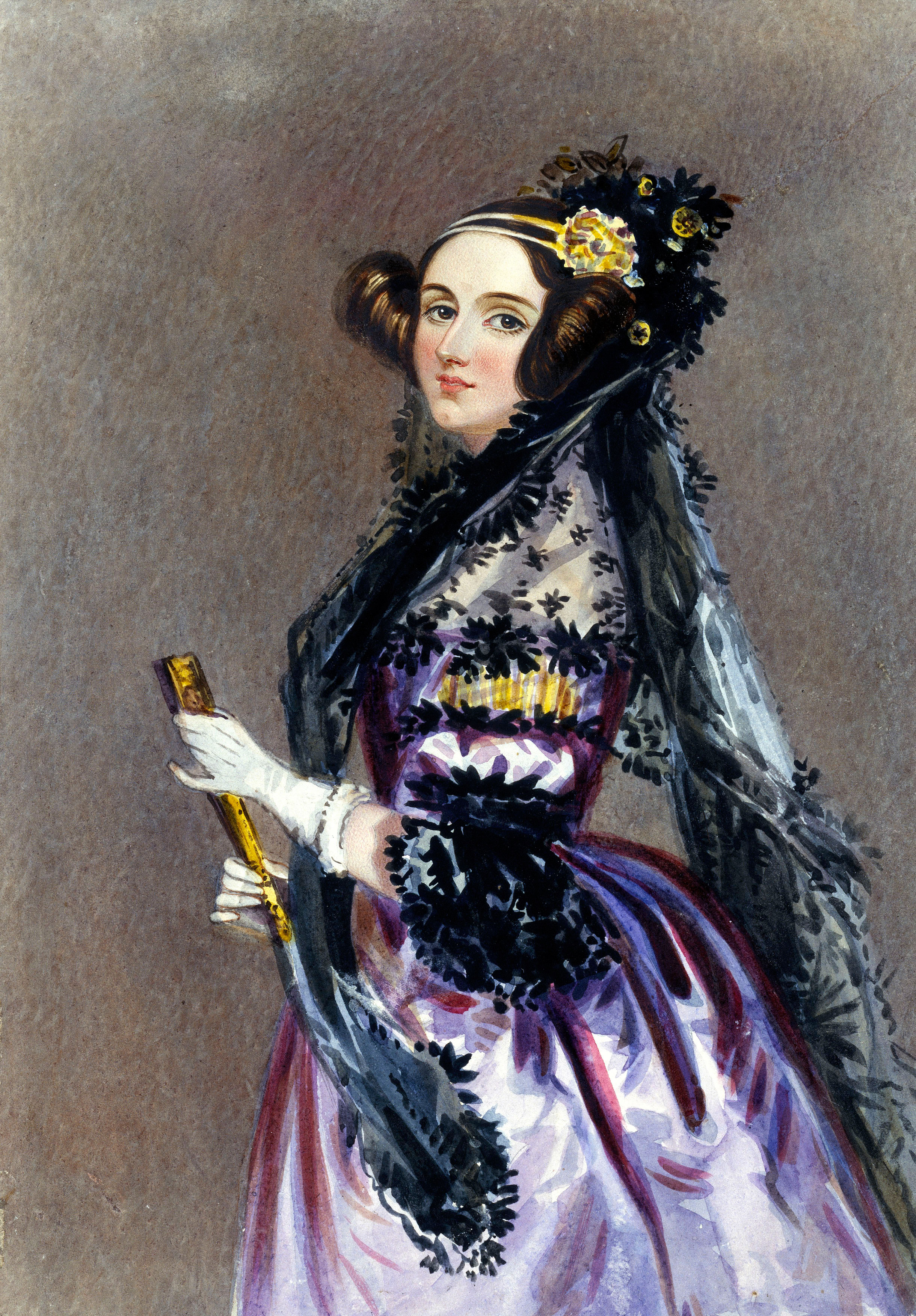
Ada Lovelace
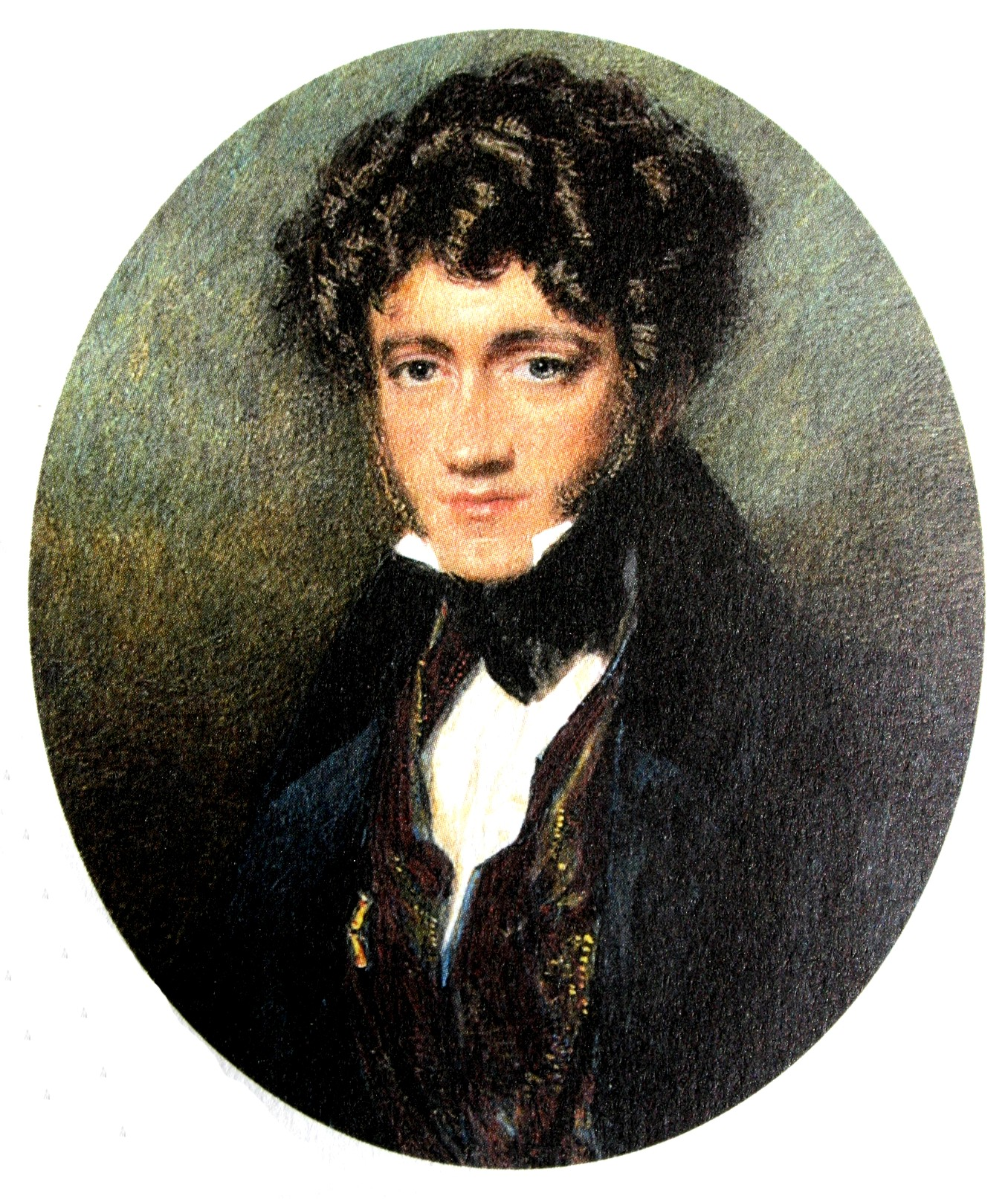
John Herschel
Levelet olvasó leány